# Oedaspis latifasciata
Oedaspis latifasciata
 es una especie de insecto del género Oedaspis de la familia Tephritidae del orden Diptera. 
Erich Martin Hering la describió científicamente por primera vez en el año 1937.